# Sebastian Ruthenberg
Sebastian Ruthenberg (* 6. Februar 1984 in Hamburg) ist ein ehemaliger professioneller deutscher Pokerspieler und E-Sportler. Er gewann 2008 ein Bracelet bei der World Series of Poker und das Main Event der European Poker Tour.

## E-Sport
Ruthenberg spielte 2003 für pod virtual gaming das Fußball-Computerspiel FIFA und belegte den vierten Platz beim Finale der ESL Pro Series III.

## Poker
Ruthenberg begann 2005 Poker zu spielen und verzeichnete seine ersten Erfolge zunächst online, wo er unter dem Nickname taktloss47 über 100.000 US-Dollar gewann.
Bei den German Poker Open 2006 in London, dem dritten großen Turnier seiner Karriere, konnte er auch seine Live-Pokerfähigkeiten unter Beweis stellen und belegte den ersten Platz für 50.000 Euro Preisgeld. Nach mehreren Platzierungen und auch Siegen bei kleineren Turnieren wurde Ruthenberg im März 2007 beim Main Event der European Poker Tour (EPT) in Dortmund Dritter und erhielt dafür 220.000 Euro. Bei der World Series of Poker (WSOP) im Rio All-Suite Hotel and Casino am Las Vegas Strip gewann er Mitte Juni 2008 die Weltmeisterschaft der Variante Seven Card Stud Hi/Lo. Der Sieg brachte ihm mehr als 300.000 US-Dollar sowie ein Bracelet ein. Seinen bisher höchstdotierten Sieg mit einem Preisgeld von über 1,3 Millionen Euro errang er beim Main Event der EPT am 15. September 2008 in Barcelona, das er im Heads-Up gegen den Iren Fintan Gavin für sich entschied. Im November 2011 nahm er mit dem Deutschen Poker Sportbund am IFP Nations Cup für Deutschland teil. Mit dem Team, das u. a. aus Spielern wie Moritz Kranich, Sandra Naujoks oder Tobias Reinkemeier unter der Leitung von Stephan Kalhamer bestand, gewann Ruthenberg den Titel. Sein bis dato letztes Live-Preisgeld gewann Ruthenberg Anfang Juli 2015 beim WSOP-Main-Event.
Insgesamt hat sich Ruthenberg mit Poker bei Live-Turnieren knapp 3,5 Millionen US-Dollar erspielt. Im Dezember 2007 veröffentlichte er zusammen mit Katja Thater, Michael Keiner, Stephan Kalhamer und Thomas Bihl das Buch Poker Matrix – Dimensionen des Erfolgs. Ruthenberg wurde ab April 2008 von der Online-Pokerplattform PokerStars gesponsert und war dort Mitglied im Team PokerStars Pro-German.